# 27 يونيو
- السبت
- الأحد
- الاثنين
- الثلاثاء
- الأربعاء
- الخميس
- الجمعة

- 314 ذو الحجة 1446  هـ
- 15 ذو الحجة 1446  هـ
- 26 ذو الحجة 1446  هـ
- 37 ذو الحجة 1446  هـ
- 48 ذو الحجة 1446  هـ
- 59 ذو الحجة 1446  هـ
- 610 ذو الحجة 1446  هـ
- 711 ذو الحجة 1446  هـ
- 812 ذو الحجة 1446  هـ
- 913 ذو الحجة 1446  هـ
- 1014 ذو الحجة 1446  هـ
- 1115 ذو الحجة 1446  هـ
- 1216 ذو الحجة 1446  هـ
- 1317 ذو الحجة 1446  هـ
- 1418 ذو الحجة 1446  هـ
- 1519 ذو الحجة 1446  هـ
- 1620 ذو الحجة 1446  هـ
- 1721 ذو الحجة 1446  هـ
- 1822 ذو الحجة 1446  هـ
- 1923 ذو الحجة 1446  هـ
- 2024 ذو الحجة 1446  هـ
- 2125 ذو الحجة 1446  هـ
- 2226 ذو الحجة 1446  هـ
- 2327 ذو الحجة 1446  هـ
- 2428 ذو الحجة 1446  هـ
- 2529 ذو الحجة 1446  هـ
- 261 محرم 1447  هـ
- 272 محرم 1447  هـ
- 283 محرم 1447  هـ
- 294 محرم 1447  هـ
- 305 محرم 1447  هـ
- 16 محرم 1447  هـ
- 27 محرم 1447  هـ
- 38 محرم 1447  هـ
- 49 محرم 1447  هـ

27 يونيو أو 27 حُزيران أو 27 يونيه أو يوم 27 \ 6 (اليوم السابع والعشرون من الشهر السادس) هو اليوم الثامن والسبعون بعد المئة (178) من السنوات البسيطة، أو اليوم التاسع والسبعون بعد المئة (179) من السنوات الكبيسة وفقًا للتقويم الميلادي الغربي (الغريغوري). يبقى بعده 187 يوما لانتهاء السنة.

## أحداث
- 1441 - العثمانيون بقيادة السلطان مراد الثاني يفتحون مدينة نوفو بردو في قلب صربيا بعد معركة مع الصربيين.
- 1548 - العثمانيون يسيطرون على مدينة تبريز والتي تعتبر أحد أهم مدن الدولة الصفوية وذلك في عهد السلطان سليمان القانوني.
- 1844 - مقتل مؤسس الطائفة المورمونية جوزيف سميث وذلك عندما اقتحمت السجن المحتجز به بولاية إلينوي جماعة معادية للمورمونية وقاموا بقتله مع شقيقه «هيروم».
- 1941 - قوات بريطانية-هندية تزحف من الحديثة في العراق إلى سوريا وتسيطر على البوكمال بهدف السيطرة على حوض الفرات، وذلك بعد تقدم القوات البريطانية من فلسطين وسيطرتها على دمشق، ووسط البلاد ضمن حملة الحلفاء لانتزاع سوريا من حكومة فيشي الفرنسية الموالية لألمانيا.
- 1950 -
  - الولايات المتحدة تتخذ قرارًا بإرسال قوات أمريكية لشبه القارة الكورية وذلك لمحاربة كوريا الشمالية.
  - مقتل حوالي 80 شخصاً وجرح 300 في مدينة حمص نتيجة حريق هائل نشب في مستودعات شكري شماس بالقرب من محطة القطار. أدى الحريق إلى انفجارات في خزانات وقود وبراميل ديناميت فأدت بدورها إلى حرائق كبيرة وتهدم المباني المجاورة. يعتبر أحد أسوأ حوادث الحريق في التاريخ السوري الحديث.
- 1954 - افتتاح أول مفاعل نووي لإنتاج الطاقة الكهربائية بالقرب من موسكو.
- 1967 - تركيب أول جهاز سحب نقود آلي في العالم في مدينة لندن.
- 1977 - الإعلان عن استقلال جيبوتي.
- 1980 - مجزرة سجن تدمر التي أودت بحياة مئات السجناء غالبيتهم محسوبون على جماعة الإخوان المسلمين.
- 1981 - محاولة اغتيال علي خامنئي قائد الثورة الإسلامية في إيران والتي أدّت إلی إصابة ذراعه وحباله الصوتية ورئته وانقطاع عدد من العروق وعصبات من يده اليمنى التي أصيبت بالشلل التّام.
- 1991 - القوات اليوغوسلافية تغزو جمهورية سلوفينيا بعد يومين من إعلانها الاستقلال.
- 1995 - ولي عهد دولة قطر الشيخ حمد بن خليفة آل ثاني يقوم بانقلاب سلمي على والده الشيخ خليفة بن حمد آل ثاني ويتولى الحكم.
- 2007 - رئيس الوزراء البريطاني توني بلير يستقيل من منصبه، وجوردون براون يخلفه.
- 2008 - بيل غيتس يتنحى عن منصبه في مؤسسة مايكروسوفت وذلك لرغبته بالتفرغ لأعمال مؤسسة بيل ومليندا غيتس.
- 2009 -
  - الرئيس اللبناني ميشال سليمان يكلف سعد الدين الحريري بتشكيل الحكومة الجديدة وذلك بعد تسميته من 86 نائبًا في البرلمان.
  - الرئيس الموريتاني المخلوع سيدي محمد ولد الشيخ عبد الله يستقيل من منصبه رسميًا بعد قيامه بتعيين حكومة وحدة وطنية جديدة لكي يتسنى إجراء الانتخابات الرئاسية خلال شهر وذلك في إطار اتفاق مع العسكريين الذين أطاحوا به.
- 2011 - المحكمة الجنائية الدولية تصدر مذكرة بتوقيف العقيد معمر القذافي ونجله سيف الإسلام ورئيس جهاز الاستخبارات عبد الله السنوسي بتهمة ارتكاب جرائم ضد الإنسانية في ليبيا وذلك على خلفية القتال الدائر في ليبيا بعد اندلاع ثورة 17 فبراير.
- 2012 - هجوم إرهابي يستهدف مقر قناة الإخبارية السورية في بلدة دروشا بريف دمشق، يسفر عن مقتل 3 إعلاميين و4 حراس أمن.
- 2015 -
  - موجة حر في الباكستان تقتل أكثر من 1300 شخص منذ أن ضربت البلاد منذ حوالي نصف شهر.
  - حيدر العبادي يعلن اعتقال عبد الباقي السعدون عضو القيادة القطرية لحزب البعث العربي الاشتراكي المنحل وأحد أبرز المطلوبين للحكومة العراقية.
- 2016 - أربع تفجيرات انتحارية متتالية استهدفت بلدة القاع اللبنانية قرب الحدود مع سوريا، أسفرت عن مقتل 5 أشخاص على الأقل وأصيب 15 آخرون بجروح.
- 2017 - سلسلة من الهجمات الإلكترونية تجتاح بعض المواقع الرسمية في أوكرانيا.
- 2018 - مركبة هايابوسا 2 الفضائية اليابانية تصل كويكب 162173 ريوغو في مهمة جمع عينات.
- 2019 - متظاهرون بدفع من ميليشيات الحشد الشعبي على رأسها الفرع العراقي لحزب الله يقتحمون السفارة البحرينية في بغداد، والبحرين تستدعي سفيرها للتشاور، والحكومة العراقية تُندّد بالهجوم وتتعهّد بمحاسبة المتورطين.
- 2023 - اندلاع مظاهرات احتجاجية بعد مقتل الشاب نايل مرزوق على يد شُرطي في نانتير بفرنسا، وتصاعد الأحداث لتشمل حرق سيارات وبعض المباني العامة، وإصابة ما يزيد عن 500 شخص واعتقال ما يزيد عن 2400 شخص.

## مواليد
- 1350 - عمانوئيل الثاني، إمبراطور بيزنطي.
- 1550 - شارل التاسع، ملك فرنسا.
- 1860 - كارل فسلي، عالم كتابات قديمة وبرديات نمساوي.
- 1869 - هانس شبيمان، طبيب ألماني حاصل على جائزة نوبل في الطب عام 1935.
- 1880 - هيلين كيلر، أديبة أمريكية عمياء وصماء.
- 1894 - مرتضى آل ياسين، فقيه جعفري عراقي.
- 1927 - نصري شمس الدين، مغني لبناني.
- 1931 -
  - صلاح قابيل، ممثل مصري.
  - مارتينوس فيلتمان، عالم فيزياء هولندي حاصل على جائزة نوبل في الفيزياء عام 1999.
- 1945، سيد خليل المراغي، كاتب مصري.
- 1955 - إيزابيل أدجاني، ممثلة فرنسية.
- 1965 - طارق لطفي، ممثل مصري.
- 1968 - نعيمة الجزائرية، مغنية جزائرية.
- 1975 - توبي ماغواير، ممثل أمريكي.
- 1977 - راؤول غونزاليس، لاعب كرة قدم إسباني.
- 1978 - هبة سليمان، ممثلة مصرية تعمل في الكويت.
- 1979 - فابريتسيو ميكولي، لاعب كرة قدم إيطالي.
- 1980 - لينا شماميان، مغنية سورية.
- 1984 - غوخان إنلر، لاعب كرة قدم سويسري.
- 1985 - سفتلانا كوزنتسوفا، لاعبة كرة مضرب روسية.
- 1986 -
  - غرام هندي، ممثلة مصرية.
  - دريك بيل، ممثل ومغني أمريكي

## وفيات
- 1574 - جورجو فازاري، رسام إيطالي.
- 1826 - أحمد بن زين الدين الأحسائي، فيسلوف ومتكلم مسلم وفقيه جعفري أحسائي.
- 1844 - جوزيف سميث، زعيم ومؤسس الديانة المورمونية.
- 1958 - ثامر بن عبد العزيز آل سعود، أمير سعودي.
- 1959 - فايز الخوري، وزير خارجية أسبق وحقوقي سوري.
- 1985 - إلياس سركيس، رئيس الجمهورية اللبنانية السادس.
- 1994 - مأمون الشناوي، شاعر غنائي مصري.
- 2002 - محرم فؤاد، مغني مصري.
- 2003 - خليفة القطان، فنان تشكيلي كويتي.
- 2009 - جورج حداد، كاتب وشاعر وصحفي أردني.
- 2016 -
  - حسان يونس، ممثل سوري.
  - بود سبنسر، ممثل ومخرج ايطالي.
- 2017 - مصطفى طلاس، وزير دفاع سوري أسبق.
- 2020 - يوسف هباب، سياسي ودبلوماسي فلسطيني.

## أعياد ومناسبات
- يوم الفحص الوطني لفيروس نقص المناعة البشرية في الولايات المتحدة.
- عيد النائمين السبعة في ألمانيا.

## وصلات خارجية
- وكالة الأنباء القطريَّة: حدث في مثل هذا اليوم.
- النيويورك تايمز: حدث في مثل هذا اليوم.
- BBC: حدث في مثل هذا اليوم.